# Jovem Itália

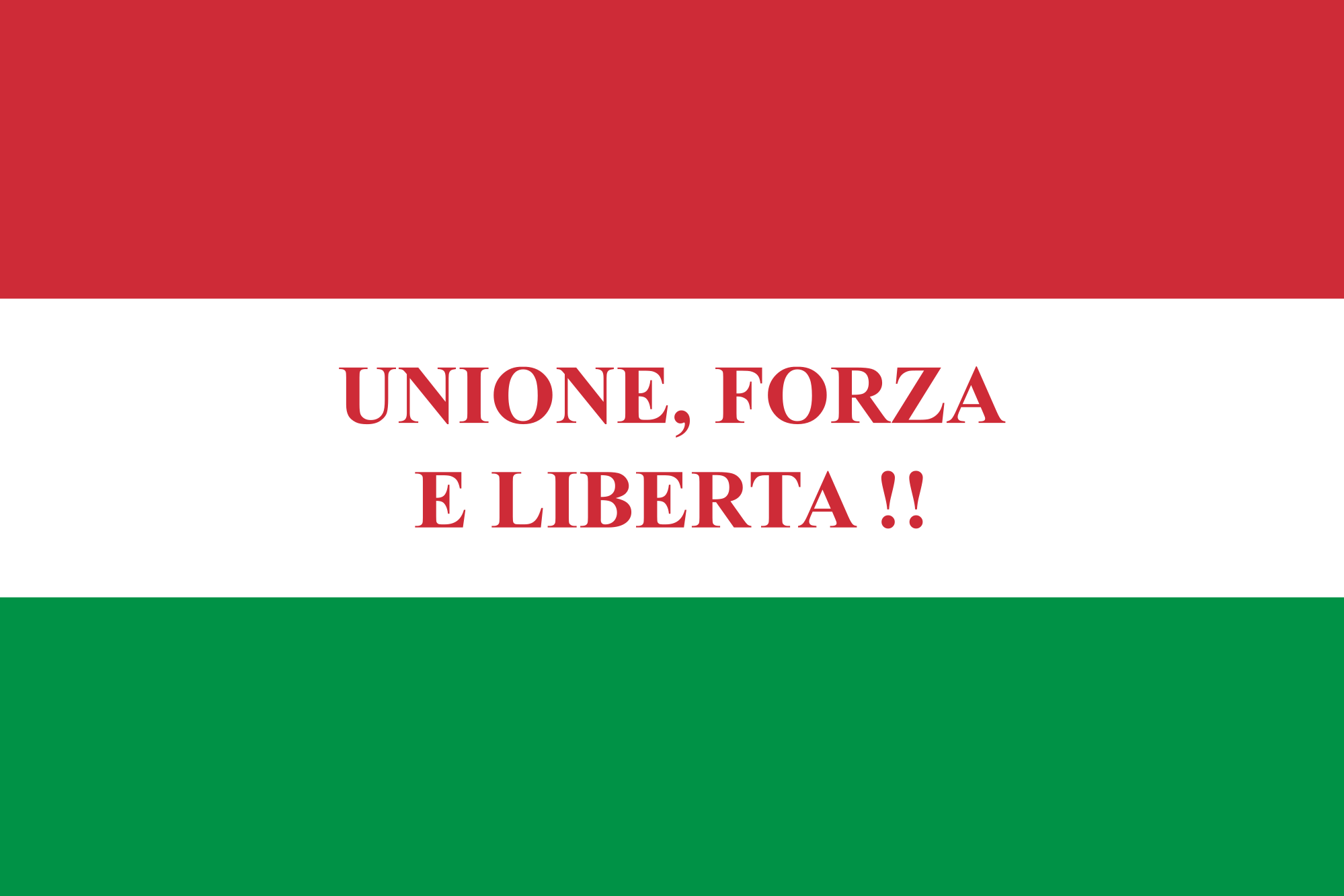
Bandeira da associação politica Jovem Itália (Giovine Italia)

A Jovem Itália, em italiano Giovine Italia ou Giovane Italia foi uma associação política, fundada em Marselha em julho de 1831 por Giuseppe Mazzini, cujo programa foi publicado em um periódico ao qual foi dado o mesmo nome. Seu objetivo era transformar a Itália em uma república democrática unitária, mediante a promoção de uma revolução geral nos Estados reacionários italianos e nas terras ocupadas pelo Império Austríaco. Mazzini , antigo membro da carbonária italiana fundou a Jovem Itália, ao constatar a ineficácia prática daquela sociedade secreta para seus objetivos políticos. Suas palavras de ordem eram: direito dos homens, progresso, igualdade jurídica e fraternidade. A sociedade organizou células revolucionárias em toda a Península Itálica.
Aqueles que faziam parte dessa associação usavam como pseudônimo o nome de personagens da Idade Média italiana. Nos anos de 1833 e 1834, durante o período de processos no Piemonte e o fracasso da expedição a Saboia, nas quais vários de seus membros foram presos e executados pela polícia do Reino da Sardenha, a associação desapareceu por quatro anos, reaparecendo somente em 1838 na Inglaterra. 
Outras revoluções promovidas na Sicília, Abruzzi, Toscana, Reino Lombardo-Vêneto, Romagna (1841 e 1845), Bolonha (1843) também falharam.
Dez anos depois do reaparecimento, em 5 de maio de 1848, a associação foi definitivamente abandonada por Mazzini que fundou, em seu lugar, a Associação Nacional Italiana. A Jovem Itália começou, em seguida, a fazer parte de uma outra associação política mazziniana, a Jovem Europa, juntamente a outras associações similares como a Jovem Alemanha, a Jovem Polónia e a Jovem França.
Também teve curta duração da República Romana de 1848-1849, a qual foi esmagada por um exército francês chamado a ajudar o papa Pio IX (que inicialmente era citado por Mazzini como o mais provável paladino de uma unificação liberal da Itália).
Os movimentos de Mazzini foram basicamente destruídos depois de uma última revolta fracassada contra o Império Austríaco em Milão em 1853, destruindo a esperança de uma Itália democrática em favor da reacionária monarquia dos Saboia, que conseguiu a unificação nacional alguns anos depois.
Entre os membros da Jovem Itália, figuravam Giuseppe Garibaldi e Luigi Rossetti.